# Aeropuerto Campo dos Amarais
Aeropuerto Campo dos Amarais (IATA: CPQ, OACI: SDAM), también conocido como Aeropuerto Amarais, es un aeropuerto que sirve a Campinas, Brasil.

## Historia
El 15 de marzo de 2017, el gobierno del Estado de São Paulo otorgó a Voa São Paulo la concesión para operar esta instalación, anteriormente operada por DAESP.

## Aerolíneas y destinos
No hay vuelos regulares que operen en este aeropuerto.

## Acceso
El aeropuerto se encuentra 8 km (5 mi) desde el centro de Campinas.